# اندرزی (کمون)
اندرزی (به فرانسوی: Andrésy) یک کمون در فرانسه است که در ایولین واقع شده‌است. اندرزی ۶٫۹۱ کیلومتر مربع مساحت دارد ۳۰ متر بالاتر از سطح دریا واقع شده‌است.